# Красногорский (Ярославская область)
Красногорский — посёлок в Переславском районе Ярославской области России. В ходит в состав Пригородного сельского поселения.

## История
В 1968 г. указом президиума ВС РСФСР поселок при Красногорской пилораме переименован в Красногорский.

## Население
| 2007 | 2010 |
| ---- | ---- |
| 0    | →0   |